# Ulm
Pour les articles homonymes, voir Ulm (homonymie).
Ulm (prononcé en allemand : /ʔʊlm/) est une ville du Bade-Wurtemberg, dans le Sud de l’Allemagne, dont la plus grande partie se trouve sur la rive gauche du Danube.
Formant un ensemble urbain avec la ville de Neu-Ulm, sur la rive droite, en Bavière, Ulm forme une ville-arrondissement (en allemand Stadtkreis) à elle seule, et est le siège de l’Arrondissement d'Alb-Danube (Alb-Donau-Kreis).
Les plus anciennes traces de civilisation dans la région d'Ulm remontent au début du Néolithique, soit 5000 av. J.-C. Des fouilles effectuées en 2007 dans la ville prouvent que le site était habité dès cette époque.
Riche d’histoire et de traditions, ancienne cité impériale libre, elle est aujourd’hui un important centre économique grâce à une forte activité industrielle. Importante ville universitaire, avec une université et une Hochschule, Ulm est aussi mondialement connue pour la flèche de sa « cathédrale » qui est la plus haute du monde.

## Géographie
La ville d'Ulm se situe aux confluents du Danube et de deux rivières, la Blau et l’Iller. Son altitude moyenne est à 479 m (de 459 m au bord du Danube à 646 m au point le plus élevé).
La majeure partie de la ville se situe sur la rive gauche du Danube. En face, sur l’autre rive, se trouve Neu-Ulm, sa jumelle bavaroise, plus petite qui compte environ 50 000 habitants.
La ville par elle-même est située dans une cuvette entourée de forêts et de basses montagnes, dont certaines appartiennent au Jura souabe.

La ville est divisée en 18 quartiers (Stadtteile) : Ulm centre (Ulm-Mitte), Böfingen, Donaustetten, Donautal (avec sa zone industrielle), Eggingen, Einsingen, Ermingen, Eselsberg, Gögglingen, Grimmelfingen, Jungingen, Lehr, Mähringen, Oststadt, Söflingen (avec Harthausen), Unterweiler, Weststadt, et enfin Wiblingen.

## Histoire
| Appartenances historiques Duché de Souabe 915-1181 Saint-Empire (Ville libre) 1181-1803 Électorat de Bavière 1803–1806 Royaume de Bavière 1806–1809 Royaume de Wurtemberg 1809–1918 Empire allemand 1871–1918 République de Weimar 1918–1933 Reich allemand 1933–1945 Allemagne occupée 1945–1949 Allemagne de l'Ouest 1949–1990 Allemagne 1990–présent |

La colonisation prouvée la plus ancienne de la région d'Ulm remonte au Néolithique, soit environ 5000 ans av. J.-C.
La première mention écrite de la ville date du 22 juillet 854. En 1184, Frédéric Barberousse en fit une ville libre impériale.
Elle est choisie en 1488 comme siège politique de la ligue de Souabe.
Important centre urbain au Moyen Âge, la forteresse était encore ceinturée par neuf kilomètres de remparts au XIXe siècle.
Le peintre Bartholomäus Zeitblom, originaire de Nördlingen, y créa un atelier florissant. Il y est mort autour de 1520.
Important centre textile, enrichie par le commerce entre l’Italie et l’Allemagne, elle est aussi un important centre bancaire. Un armistice y est signé, garantissant à la France la neutralité de la Bavière, du pays Souabe et de la Franconie (14 mars 1647).
Annexée à la Bavière (1803) au terme du recès d'empire, elle est le théâtre de la célèbre bataille opposant les troupes autrichiennes du général Mack à Napoléon Ier, qui en sort vainqueur, le général Mack y capitulant le 20 octobre 1805. Ancien siège du Cercle impérial de Souabe, Ulm devient le chef-lieu de la province de Souabe bavaroise. Après leur campagne victorieuse à travers le Tyrol, les troupes du maréchal Ney se retournent contre la ville, où les débris de la coalition sont retranchés, et obtiennent la capitulation des Austro-prussiens. Ce coup de main laisse les mains libres à Napoléon pour en finir avec les Austro-russes à Austerlitz.
Ulm repasse en 1810 au royaume de Wurtemberg ; la plus grande partie de la ville reste bavaroise avec pour nom Neu-Ulm (Nouvelle-Ulm). Le rattachement d'Ulm au Wurtemberg coupe la ville de son bassin économique traditionnel : le Danube aval, équipé de barrages et de pertuis à grumes et la Bavière. Le flottage du bois était pratiqué du pont de Herdbrücke à l'embouchure de l'Iller. L'activité de la ville se partageait entre les scieries et les salines et leurs bassins. Par le fleuve, la ville était approvisionnée en bois d'oeuvre et bois de chauffe, mais aussi en sel et fromages (importés de Suisse et de l'Allgäu), en vin (vignobles du lac de Constance et vins d'Italie) et liqueurs. Les entrepôts de bois et de marchandises s'étendaient sur la rive sud du fleuve, entre le pont ferroviaire et le pont du Gänstor.
Dès 1871, le gouvernement allemand revoit profondément le système défensif de la ville, construisant notamment des forts de type « von Biehler » autour de l’agglomération.
Ulm sera presque totalement détruite par un bombardement en 1944.
Le 23 avril 1945,  après des combats acharnés, la 7e armée americaine et la 1re armée française convergent à Ehingen près du Danube. Dans l'après-midi du 24, alors que les unités américaines pénétraient en ville, des commandos allemands font exploser les ponts ferroviaires et le ponts Schiller, Herd et Neue Brücke ; seul le pont de la centrale hydroélectrique de Wibling a été épargné, à la demande du maire par interim de la ville, le nazi Eychmuller. Les Américains s'emparent rapidement de la ville sans y rencontrer de résistance sérieuse et le soir, la 1re armée du général de Lattre de Tassigny s'empare de la caserne du Wilhelmsburg. Ulm est rattachée en 1946 à la zone d’occupation américaine jusqu'au-delà des années 1964-1965. À moins de 40 km se trouve le camp d'entraînement des forces terrestres de Münsingen, où s'entraînent nombre de militaires français jusqu'en 1992.

## Monuments et lieux touristiques

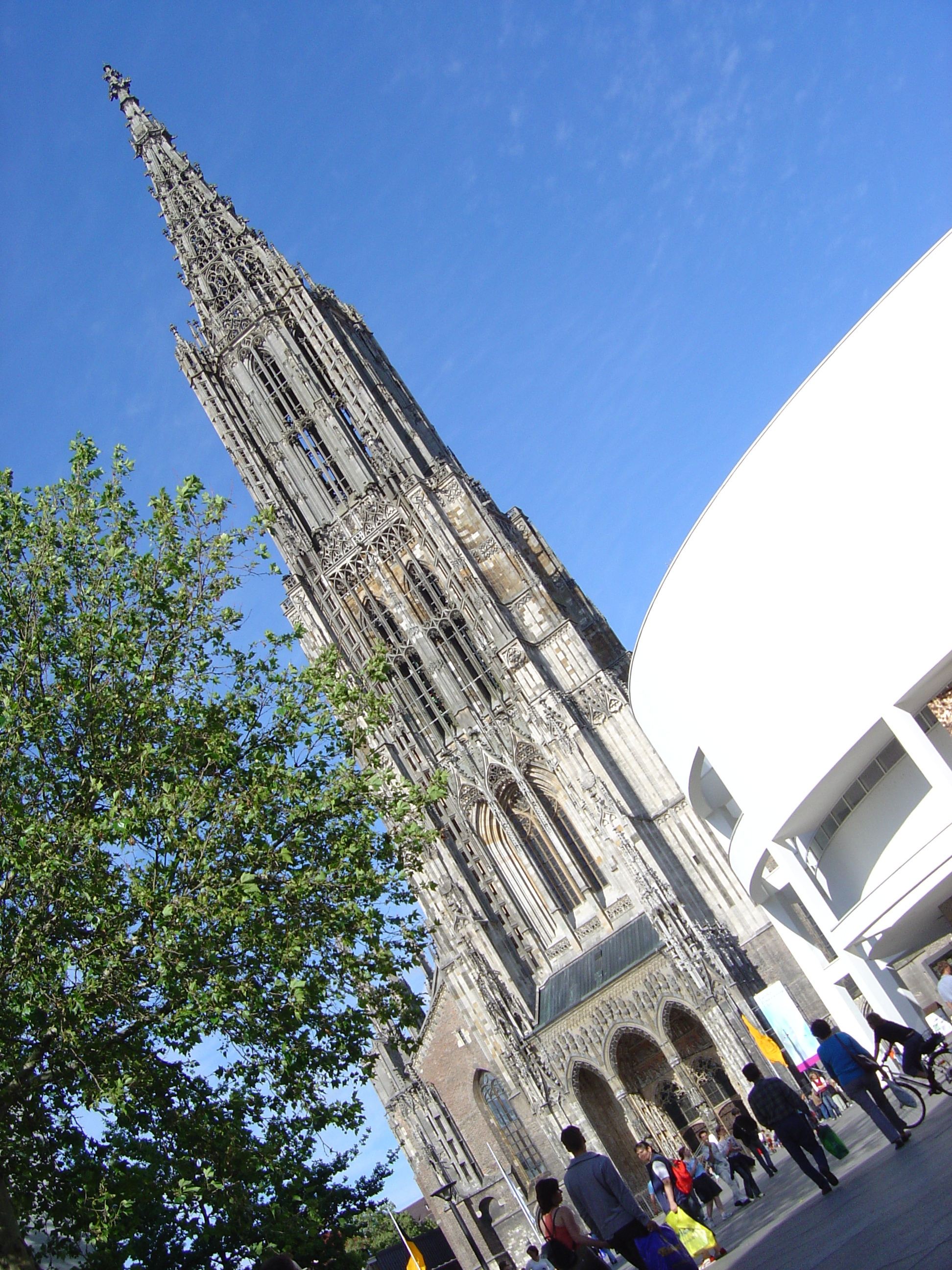
La cathédrale d'Ulm possède la plus haute flèche d’église du monde. À droite, en blanc, la Stadthaus.

La vieille ville est détruite à 81 % en 1944 lors d’un énorme bombardement aérien, véritable déluge de feu, entre la Gare (Hauptbahnhof) et la cathédrale (Münster). Quelques monuments ont été reconstruits :
- La cathédrale d'Ulm (Ulmer Münster) avec sa flèche la plus haute du monde : elle culmine à 161,53 mètres. Pour atteindre la plateforme du sommet, il faut grimper 768 marches.
- Le « quartier des pêcheurs et des tanneurs » (Fischerviertel), très pittoresque. Les ruelles qui longent le canal Blau aux maisons à colombages bien préservées, sont pittoresques et très prisées des touristes. Il y a la maison de guingois (Schiefes Haus) au bord de la Blau. D'après le livre Guinness des records, elle serait l'hôtel le plus penché du monde.
- L’Hôtel de ville (Rathaus) avec son horloge astronomique, reconstruit après sa destruction en 1944. Sur la place du marché (Marktplatz) devant l'hôtel de ville, se dresse le Fischkasten, fontaine ainsi appelée parce qu'autrefois les pêcheurs y rafraîchissaient leur marchandise. Le fût torsadé est attribué à Jörg Syrlin l'Ancien.
- La Stadthaus, bâtiment polyvalent construit entre 1991 et 1993 par l'architecte américain Richard Meier sur le parvis de la cathédrale.
- Promenade des arts (Kunstpfad) avec des sculptures de Niki de Saint Phalle notamment, près de l’université.
- L'abbaye de Wiblingen fut fondée en 1092 par des moines bénédictins. La basilique est baroque et la bibliothèque rococo possède un intéressant plafond orné de fresques. L'abbaye est le point de départ de la route baroque de Haute Souabe.
- Forteresse fédérale. Pour se protéger des attaques de l'armée française fut érigé le plus grand ensemble de fortifications européen entre 1842 et 1859.
- Unique en Allemagne : le musée allemand du pain (Deutsches Brotmuseum) a été aménagé dans un bâtiment Renaissance (1592) à l'initiative d'un entrepreneur d'Ulm qui réunit une collection très importante, illustrant huit mille années d'histoire culturelle et sociale autour du pain. Tous les objets exposés (fours, moules, emblèmes de corporation, monnaies, timbres), ainsi que les œuvres d'art (Brueghel, Lovis Corinth, Picasso) ont une relation avec le pain ou les céréales. Un aperçu est donné de l'alimentation dans le monde. Films et diaporamas complètent l'information et permettent une approche vivante du sujet.
- Le musée Weishaupt est le phare culturel d'Ulm : il présente plus de 70 œuvres d'artistes consacrés de la deuxième moitié du XXe siècle.
- Musée d'Ulm : l'homme-lion (statuette d'environ 32 000 ans, est la plus ancienne représentation d'homme-animal du monde), collection d'art médiéval, œuvres majeures de l'art américain et européen après 1945.
- Le musée central des Souabes du Danube : l'exposition permanente illustre l'histoire mouvementée des Souabes du Danube du XVIIIe siècle à nos jours.

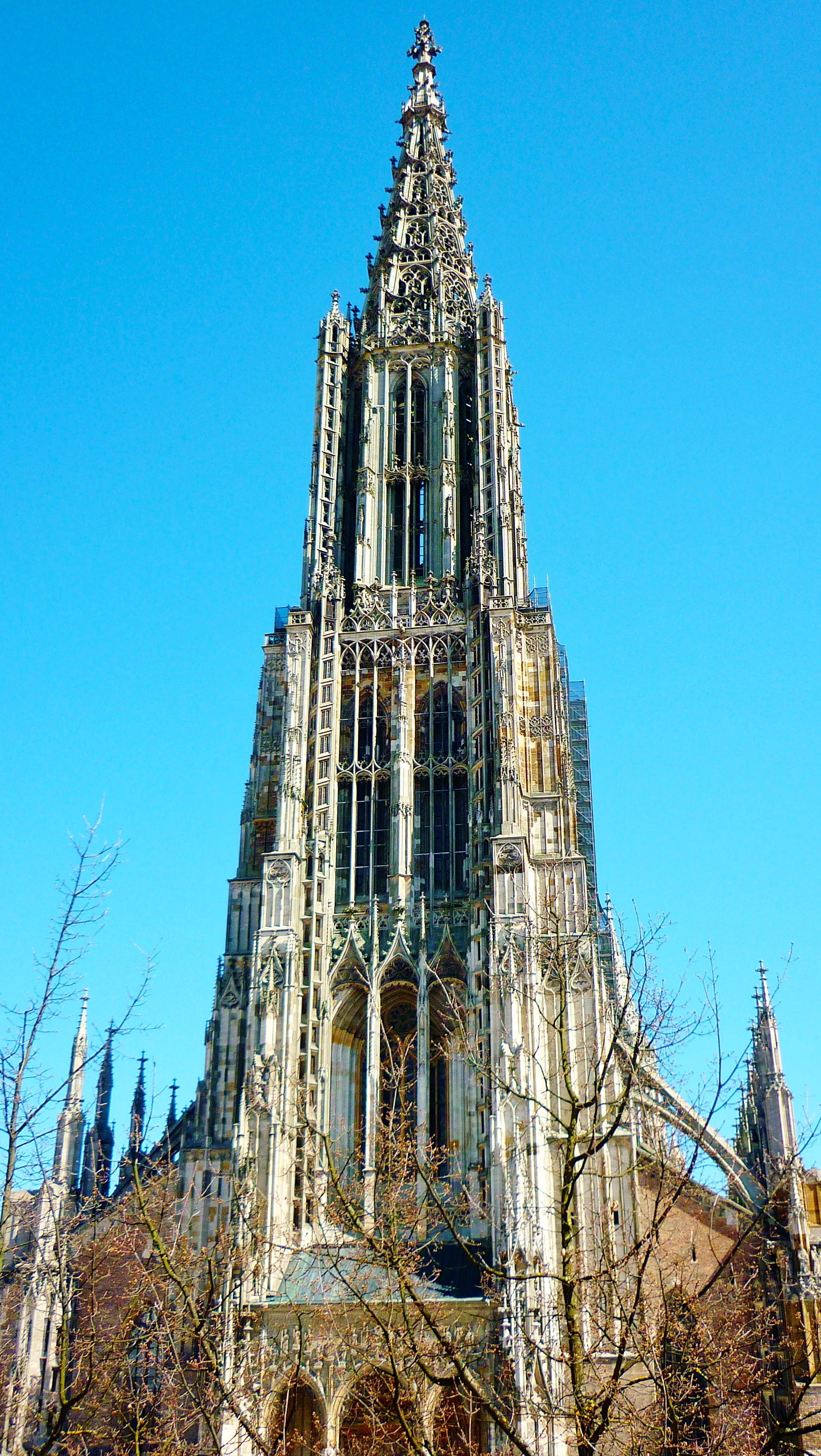
La flèche de la cathédrale d'Ulm.
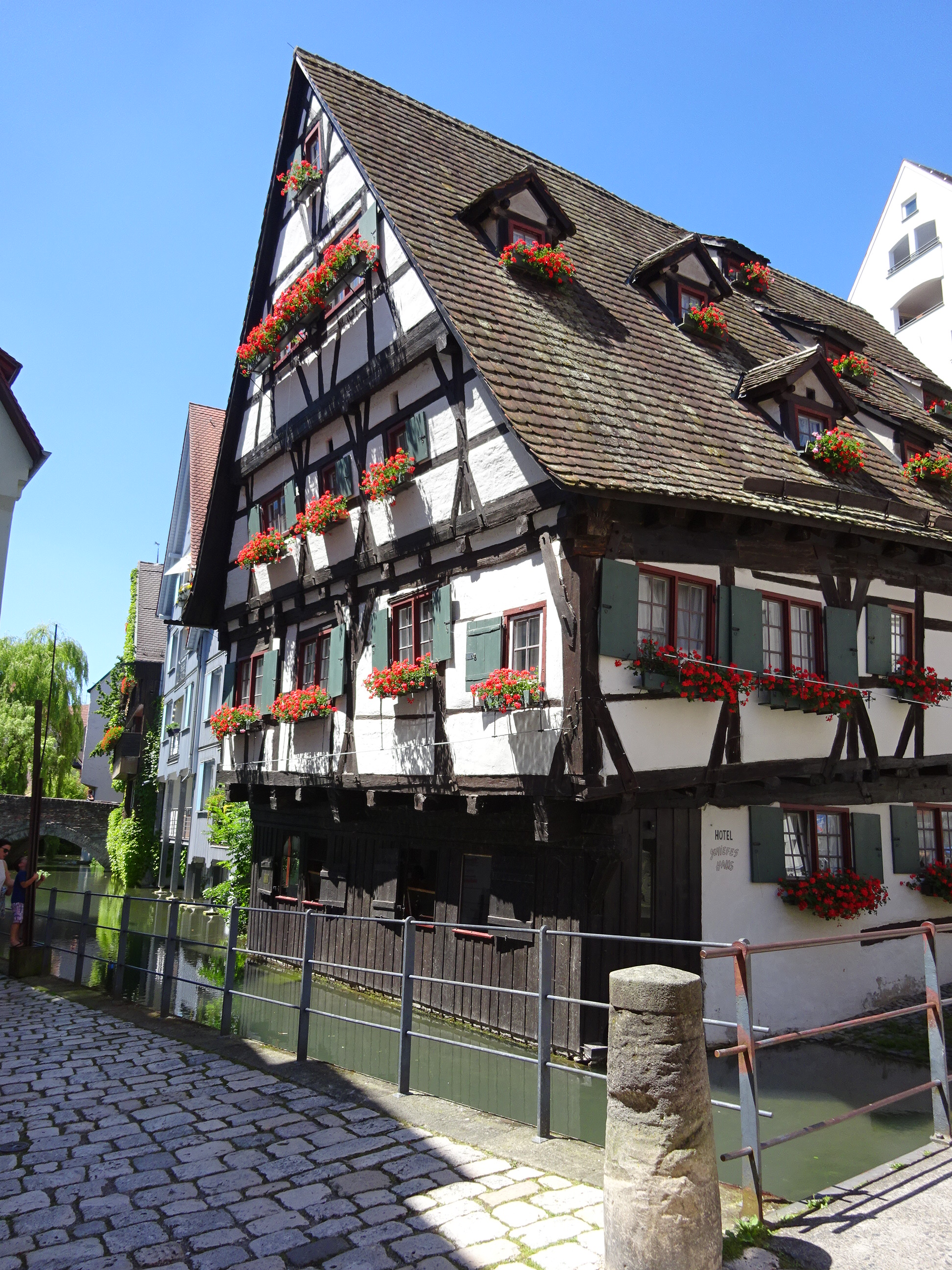
La maison de guingois.
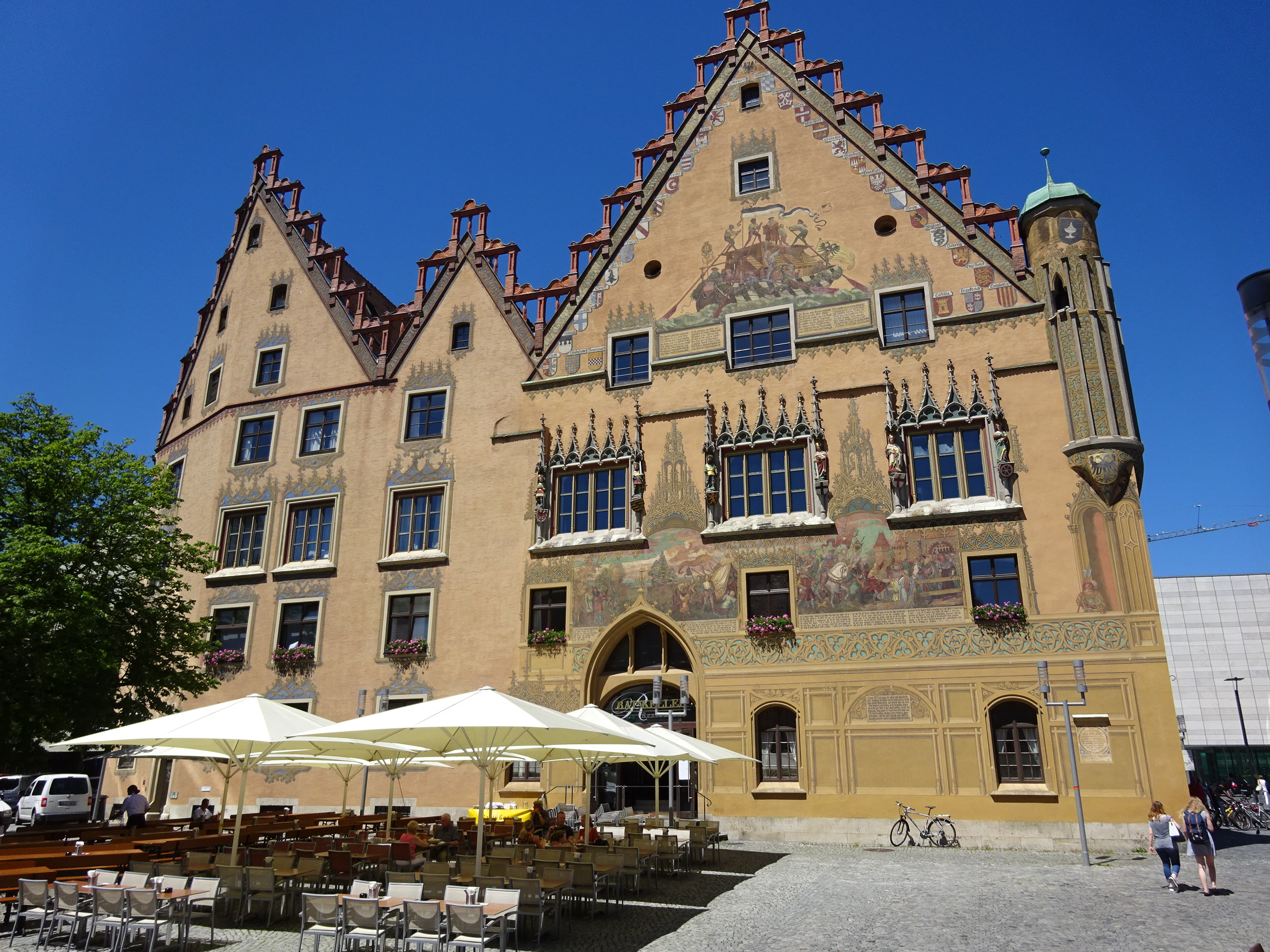
Hôtel de ville.
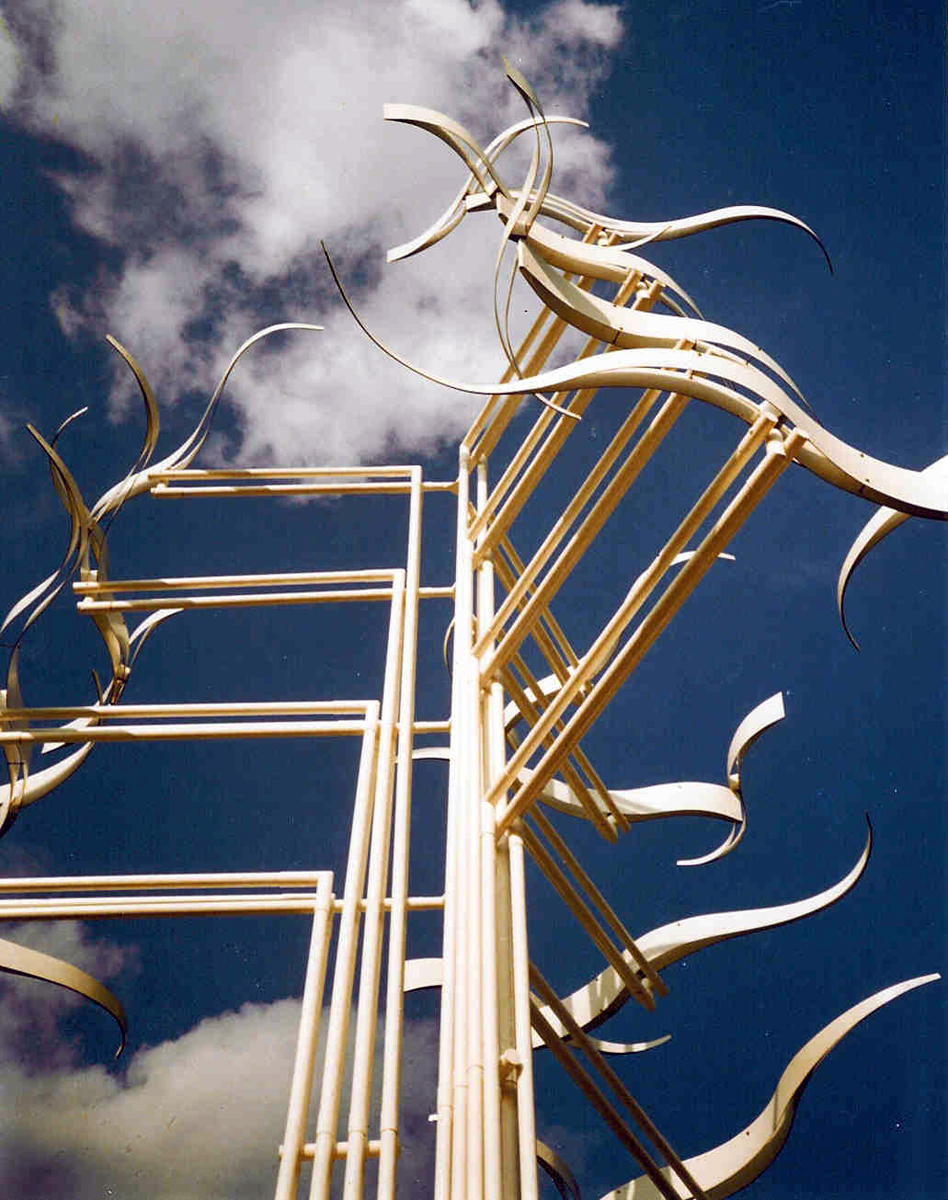
Arbre du savoir, de Hans-Michael Kissel, Kunstpfad.
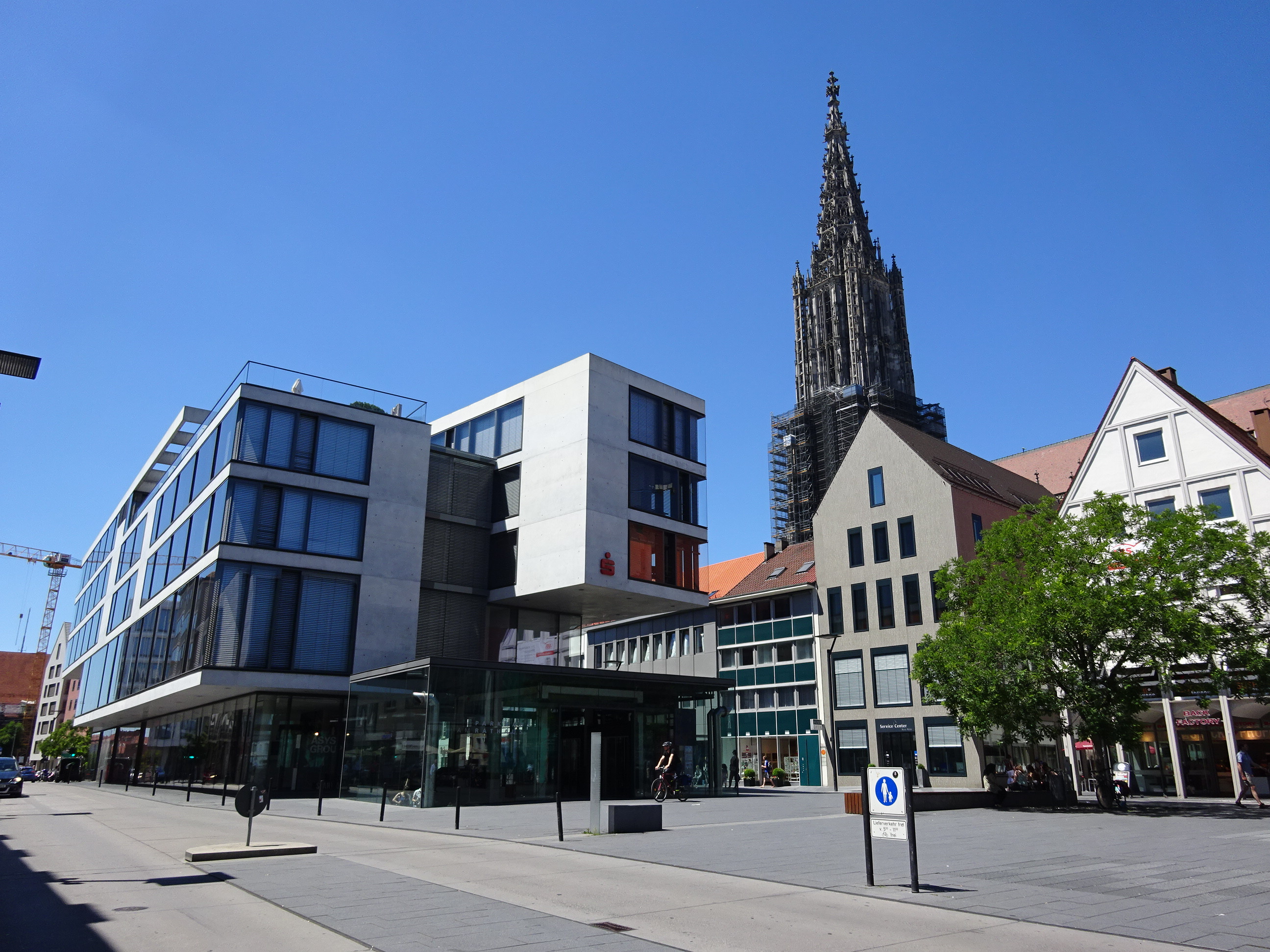
Centre-ville.
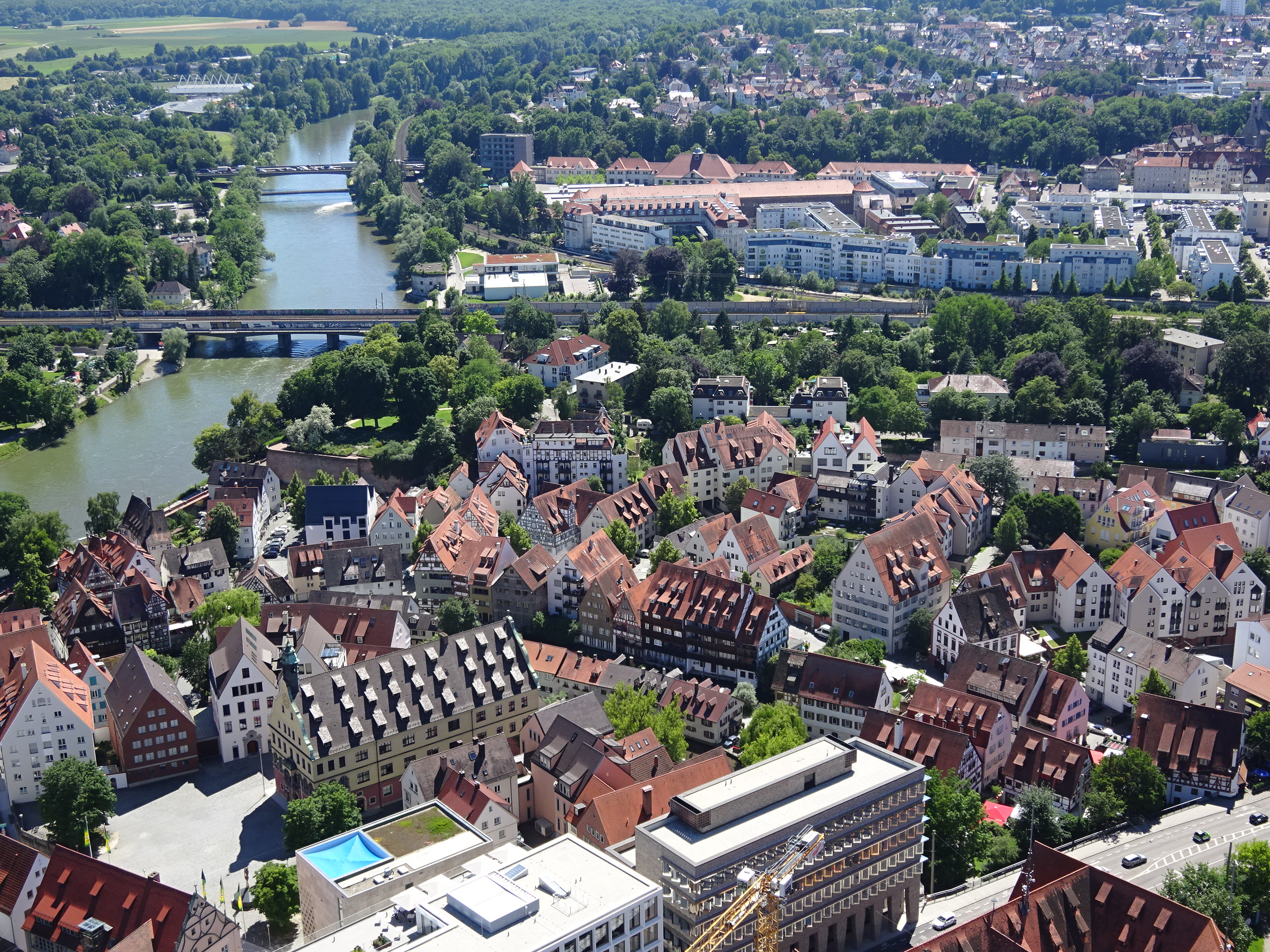
Vue d'Ulm et du Danube depuis la cathédrale.
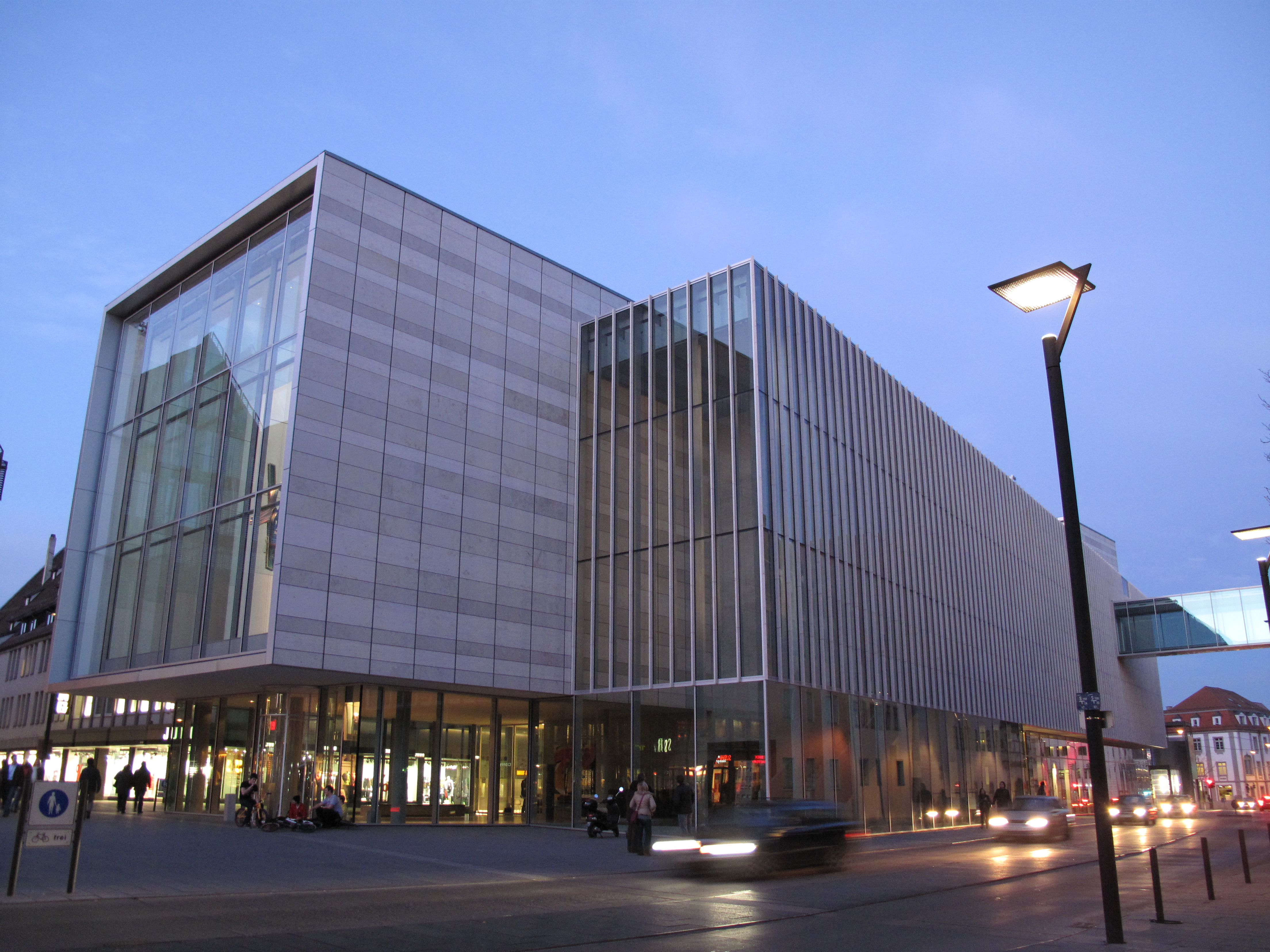
Musée Weishaupt.
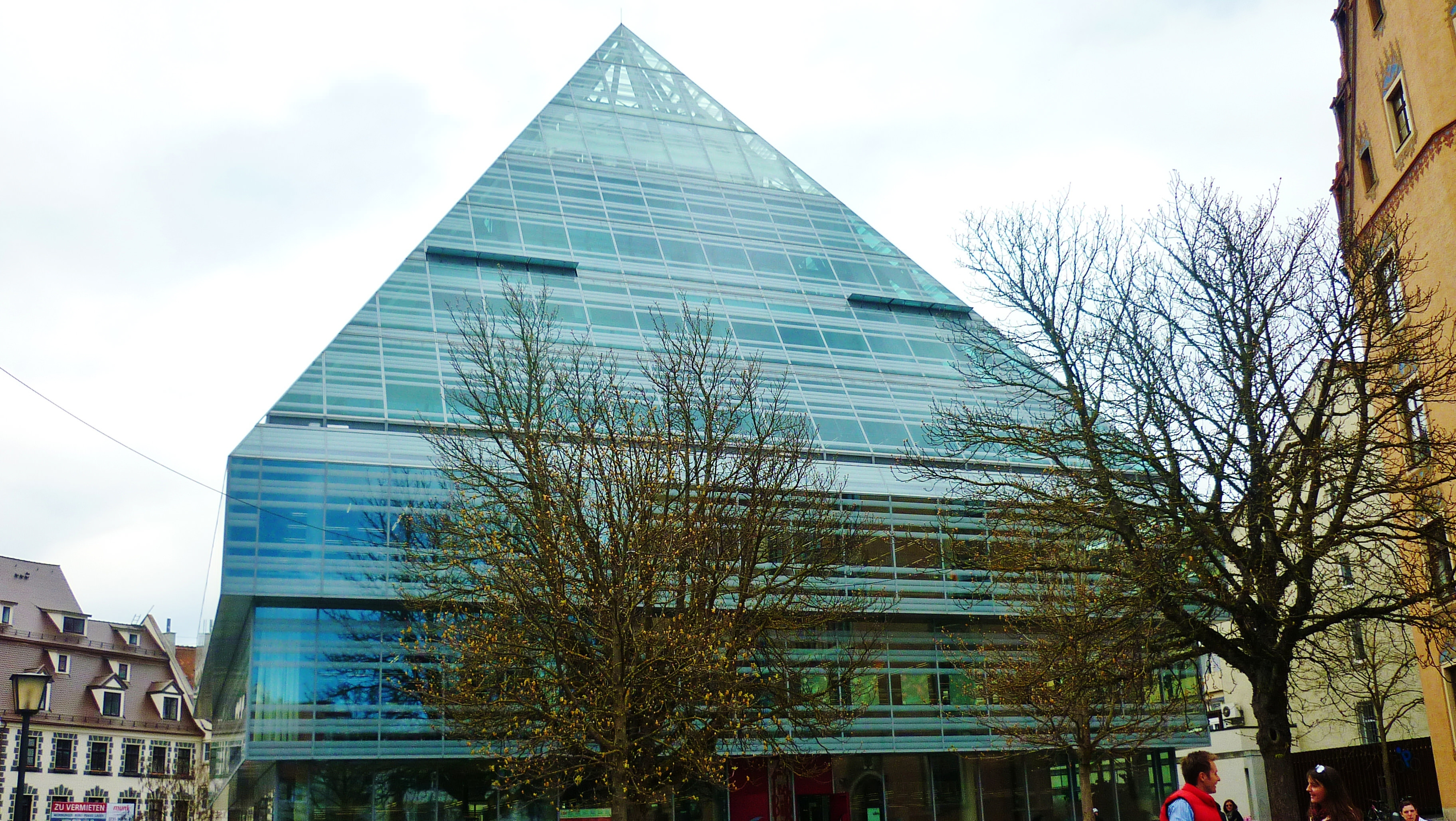
Bibliothèque d'Ulm.
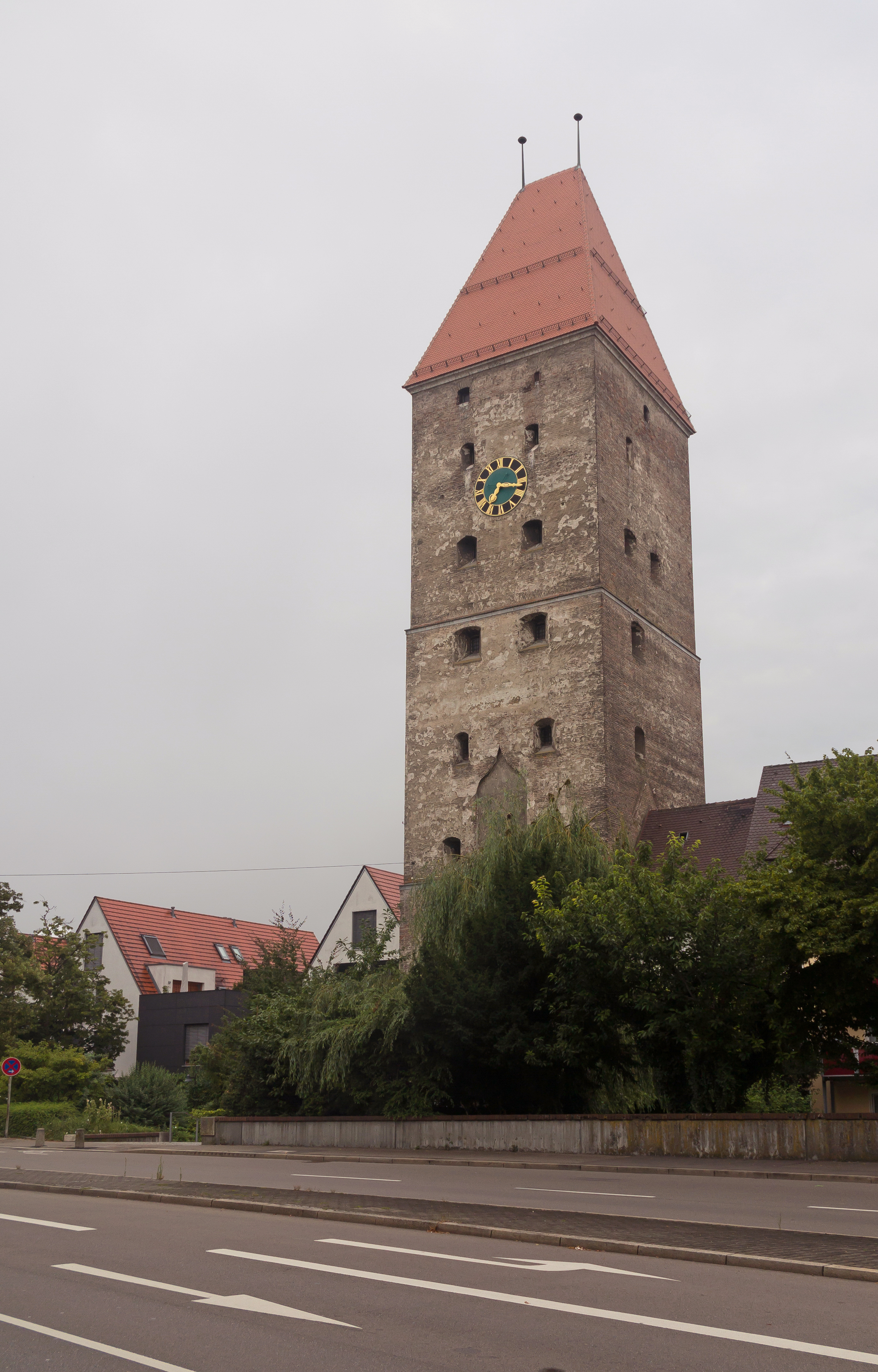
Tour : der Gänsturm.

## Symbole
Le symbole de la ville est un moineau, que l'on retrouve comme enseigne de nombreux bâtiments ou magasins. De nombreuses statues de moineaux décorent également la ville.

## Culture et éducation
- Théâtre d’Ulm
- Université d'Ulm, fondée en 1967

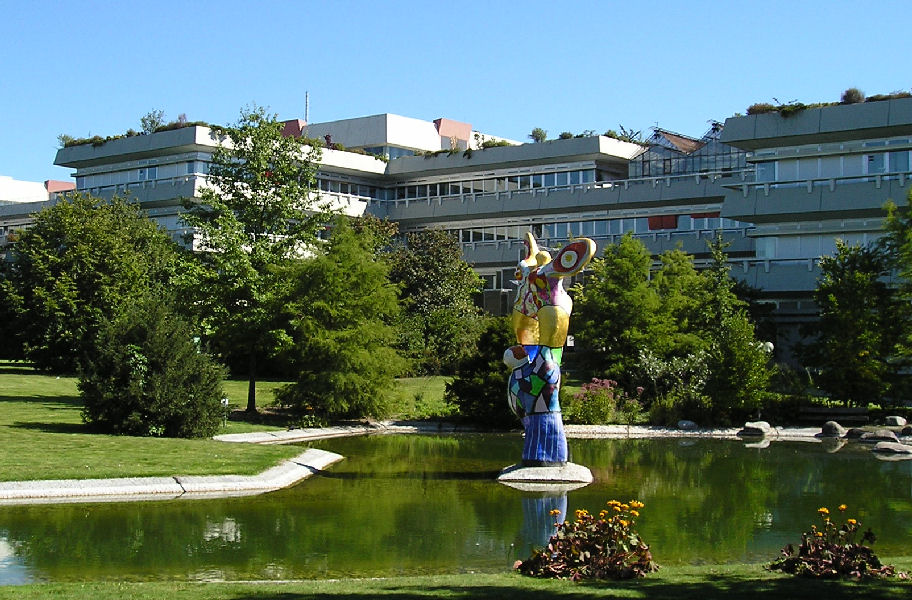
L'université d'Ulm.

- Chaque année en juillet, les habitants assistent ou participent sur le Danube à un spectacle du nom de Nabada (« baigner vers en bas »).

## Événements
- Procession du Vendredi Saint à Ulm

## Sport
- Football: SSV Ulm 1846
- Basket-ball: Ratiopharm Ulm
- Football américain: Ulm Falcons

## Économie
La ville a une grande tradition industrielle, remontant à l'établissement de la gare ferroviaire en 1850. Le secteur principal est toujours l'industrie mécanique classique, et particulièrement le travail des métaux, les moteurs thermiques et l'automobile (production, et fabrication de pneumatiques du groupe Continental AG). La création de l'université a aidé à la transition vers des industries de haute technologie comme l'électronique, l'informatique, les télécommunications, les produits pharmaceutiques, en lien étroit avec les laboratoires de l'université. En plus de son industrie, la ville compte maintenant de nombreux centres de recherche de groupes importants comme DaimlerChrysler, EADS, Siemens et Nokia.
De grands groupes ont leur siège social à Ulm :
- Ratiopharm (médicaments génériques)
- Wieland-Werke (de) AG (travail du cuivre)
- Gardena (jardinage)
- Carl Walther GmbH (armes à feu, particulièrement les pistolets)
- Müller Ltd. & Co. KG.

D'autres y ont d'importantes filiales comme :
- Daimler AG : Daimler Forschungszentrum (centre de recherche) et Mercedes Buses (fabrication de bus)
- Hensoldt, radar
- Nokia (télécommunications, centre de R&D)
- Siemens AG
- Diehl Aircabin GmbH (aviation civile et notamment sous-traitance pour Airbus Parky)
- Atmel
- Intel
- AEG
- Iveco Magirus

- J. G. Anschütz GmbH & Co. KG: Armes à feu pour la chasse et le sport (par exemple pour le Biathlon)
- Beurer (de) : Appareils électroniques
- Gold Ochsen : Bières et boissons gazeuses
- Britax Römer Sièges auto pour enfants
- Deutz AG : Moteurs Diesel
- Hydro Building Systems : Architecture en aluminium
- Kamag Transporttechnik (de) : Transporteurs spéciaux
- Liqui Moly (de) : Produits chimiques
- MairDumont (de) : Éditeur
- Schwenk Zement (de) : Ciments, bétons
- Seeberger (de) : Fruits secs, fruits à coque et café
- Temic (de) : Électronique automobile
- Thales Electron Devices : Composants électroniques de défense
- Takata : Systèmes de sécurité pour l'automobile

## Personnages célèbres
Sont nés à Ulm :

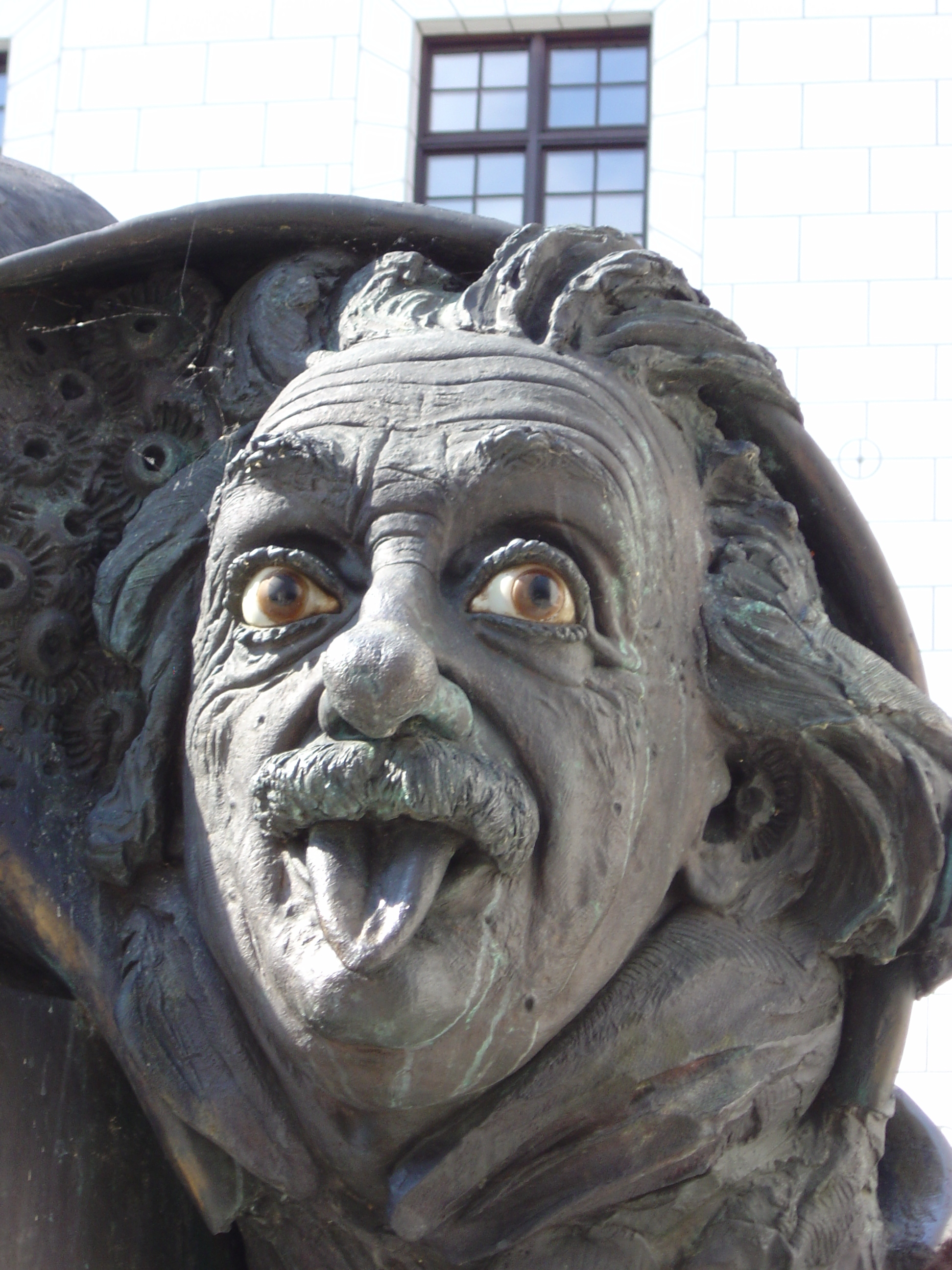
Albert Einstein, figure emblématique de la ville d'Ulm.

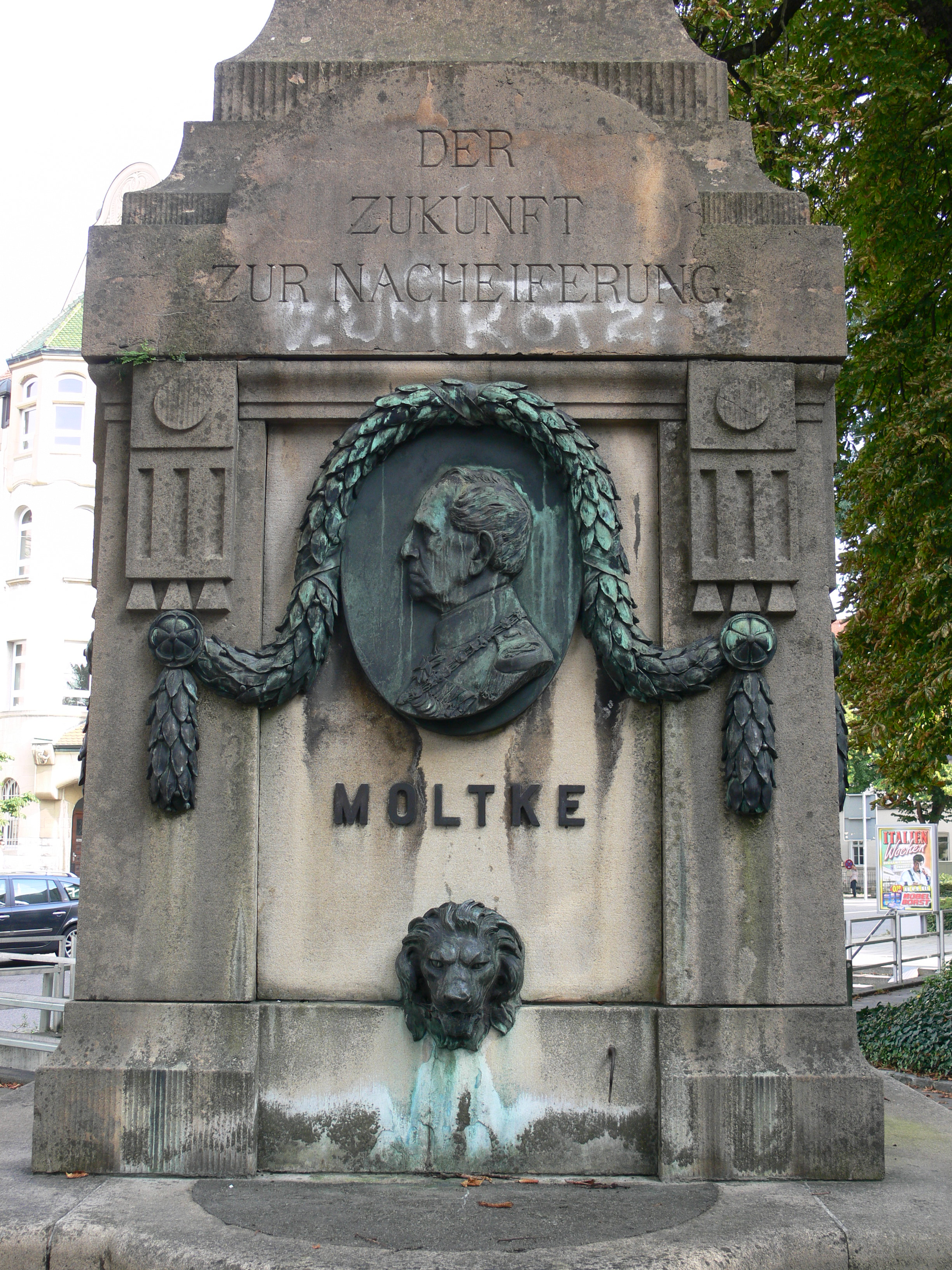
Monument en hommage au général von Moltke.

- Albert Einstein (1879 † 1955), physicien, Prix Nobel ;
- Joseph Furttenbach (1591 † 1667), ingénieur et architecte ;
- Albrecht Ludwig Berblinger (1770 † 1829), inventeur allemand, pionnier de l'aérostation et concepteur du premier deltaplane ;
- Hildegard Knef (1925 † 2002), actrice et chanteuse ;
- Uli Hoeneß (* 1952), footballeur, manager ;
- Dieter Hoeneß (* 1953), footballeur, manager ;
- Claudia Roth (* 1955), femme politique ;
- Amelie Fried (* 1958), romancière allemande ;
- Eduard Wechssler (1869 † 1949), linguiste ;
- Otl Aicher (1922 † 1991), designer graphiste et cofondateur, avec Max Bill, de la Hochschule für Gestaltung Ulm (École Supérieure de Design) ;
- Katharina Sophia Volz (*1984), biologiste, chercheuse, entrepreneuse et conférencière de confiance de l'UNESCO.

Ont vécu à Ulm :
- Herbert von Karajan (1908 † 1989), chef d’orchestre (au Théâtre d’Ulm de 1929 à 1934) ;
- Susanne Hirzel (1921-2012) résistante antinazie, a vécu à Ulm jusqu'en 1941 ;
- Sophie Scholl (1921 † 1943) et son frère Hans Scholl (1918 † 1943), résistants allemands au nazisme, de 1932 à 1943 à Ulm ;
- Max Bill (1908 † 1994), peintre, architecte, designer suisse, cofondateur, architecte et directeur de la Hochschule für Gestaltung Ulm (École Supérieure de Design).

## Jumelages
- Budapest (Hongrie)
- Novi Sad (Serbie)
- Vidin (Bulgarie)
- Bratislava (Slovaquie)
- Vukovar (Croatie)
- Sibiu (Roumanie)
- Argenton-sur-Creuse (France)
- Bois-Colombes (France)